# Deleni (gmina Băgaciu)
Deleni (węg. Magyarsáros) – wieś w Rumunii, w okręgu Marusza, w gminie Băgaciu. W 2011 roku liczyła 1222 mieszkańców.